# 發坂站
發坂站（日语：／ Hossaka eki */?）是位於福井縣勝山市鹿谷町保田，越前鐵道的勝山永平寺線車站。車站編號為E21。

## 車站構造
車站是一座地面車站，設有2面2線的相對式月台，可進行列車交會。車站大樓是一座木製建築物，位於路軌南邊，鄰接福井方向月台。福井方向月台部分位置設有上蓋。勝山方向月台設有上蓋和候車室。此站設有單車停泊場、停車場（22個車位）。在勝山一方的轉轍器上設有上蓋。車站內設有站內平交道，列車靠右進站。

### 月台
| 月台     | 路線          | 上下行 | 方向     |
| -------- | ------------- | ------ | -------- |
| 站房一方 | ■勝山永平寺線 | 下行   | 勝山方向 |
| 站房對面 | ■勝山永平寺線 | 上行   | 福井方向 |

## 歷史
- 1914年3月11日：京都電燈車站啟用。
- 2001年6月25日：由於半年內兩度發生嚴重事故（日语：京福電気鉄道越前本線列車衝突事故），被國土交通省中部運輸局（日语：中部運輸局）引用鐵道事業法（日语：鉄道事業法）勒令全線暫停服務[1][2]。
- 2003年：

- 2月1日：車站設施轉讓至越前鐵道。
- 10月19日：越前鐵道重開永平寺口～勝山路段，本車站亦重開。

- 2021年3月2日：車站周邊發生大規模山泥傾瀉[4]。勝山～山王之間暫停服務[5]。最初預計在4月下旬重開[6]，最後在同年4月6日重開[4][7][8]。
- 2024年10月11日：越前鐵道及福井鐵道均可使用ICOCA及全國通用IC卡付款[9][10]。

## 使用狀況
根據「勝山市統計書」，以下1日平均乘車人次列表：
| 乘車人次變化 | 乘車人次變化 |
| 年度         | 1日平均人次  |
| ------------ | ------------ |
| 2003         | 49           |
| 2004         | 62           |
| 2005         | 68           |
| 2006         | 65           |
| 2007         | 59           |
| 2008         | 62           |
| 2009         | 60           |
| 2010         | 65           |
| 2011         | 62           |
| 2012         | 62           |
| 2013         | 61           |
| 2014         | 58           |
| 2015         | 58           |
| 2016         | 52           |
| 2017         | 53           |
| 2018         | 56           |
| 2019         | 59           |
| 2020         | 41           |
| 2021         | 40           |
| 2022         | 44           |

## 車站周邊
相比鄰近兩站，此站附近較多民居。車站鄰近橫越九頭龍川的荒鹿橋。
- 不丹博物館
- 勝山市立北部中學

## 相鄰車站
越前鐵道
■勝山永平寺線
□快速（只有上行班次）
越前竹原（E18）←發坂（E21）←勝山（E23）
■普通
保田（E19）－發坂（E20）－（※）比島（E22）－勝山（E23）
（※）部分普通列車不停靠比島站。

## 外部連結
- 越前鐵道發坂站 （页面存档备份，存于）（日語）